# トロメッロ
トロメッロ（伊: Tromello）は、イタリア共和国ロンバルディア州パヴィーア県にある、人口約3,600人の基礎自治体（コムーネ）。

## 地理

### 位置・広がり

#### 隣接コムーネ
隣接するコムーネは以下の通り。
- アラーニャ
- ボルゴ・サン・シーロ
- チェルニャーゴ
- ガンボロ
- ガルラスコ
- モルターラ
- オットビアーノ
- サン・ジョルジョ・ディ・ロメッリーナ
- ヴァレッジョ

### 気候分類・地震分類
気候分類では、zona E, 2619 GGに分類される。
また、イタリアの地震リスク階級 (it) では、zona 3 (sismicità bassa) に分類される
。

## 行政

### 分離集落
トロメッロには、以下の分離集落（フラツィオーネ）がある。
- Cascina Gazzera, Cascina Pavese, Roventino